# جائزة هولندا الكبرى 1979
جائزة هولندا الكبرى 1979 هو سباق فورمولا 1 أقيم بتاريخ 26 أغسطس 1979 في حلبة بارك زانتفورت. كان الثاني عشر من أصل 15 في بطولة العالم لسباقات الفورمولا واحد موسم 1979. حلّ الأسترالي آلان جونز أولا بينما جاء الجنوب أفريقي جودي شيكتر في المركز الثاني وحصل على المركز الثالث الفرنسي جاك لافيت.